# Gorrevod
Gorrevod település Franciaországban, Ain megyében. Lakosainak száma 782 fő (2022. január 1.). Gorrevod Boz, Chevroux, Pont-de-Vaux, Reyssouze, Saint-Bénigne és Saint-Étienne-sur-Reyssouze községekkel határos.

## Népesség
A település népességének változása:
| Lakosok száma | 356  | 441  | 512  | 648  | 829  | 854  | 835  | 784  | 790  | 782  |
|               | 1968 | 1982 | 1990 | 2006 | 2013 | 2015 | 2017 | 2019 | 2020 | 2022 |